# Frédéric Skarbek
Pour les articles homonymes, voir Skarbek.
Fryderyk Florian Skarbek, né le 15 février 1792 à Toruń et mort le 25 novembre 1866 à Varsovie, est un écrivain, penseur social et homme politique polonais, particulièrement connu en raison de ses liens avec la famille de Frédéric Chopin.

## Éléments contextuels

### Historiographie de Frédéric Skarbek
Frédéric Skarbek était assez connu en France au XIXe siècle : il avait une entrée dans le Grand Larousse du XIXe siècle, et il en avait encore une dans le Larousse en 2 volumes de 1938. En revanche, il n'est plus répertorié dans les encyclopédies après la Seconde Guerre mondiale et n'apparaît plus aujourd'hui que dans les biographies de Frédéric Chopin.

### Contexte historique
Après la disparition de la république des Deux Nations en 1795, il vit dans la partie du pays relevant de la Prusse, qui annexe la région de Torun en 1792 (second partage de la Pologne) puis celle de Varsovie en 1795 (troisième partage). Il est donc sujet prussien de 1795 à 1807, date de la création du duché de Varsovie.
Il vit enfin, à partir de 1815, dans le royaume de Pologne sous tutelle russe créé par le congrès de Vienne. En 1830-1831, il ne participe pas à l'insurrection contre la domination russe et poursuit ensuite sa carrière, alors que des milliers de ses compatriotes sont contraints à l'exil. Malgré cela, les écrits polonais actuels ne lui font pas de reproches à ce sujet.

### Frédéric Skarbek et Frédéric Chopin
En ce qui concerne ses relations avec Frédéric Chopin, il est parfois avancé que Frédéric Skarbek est son parrain, mais ce point est problématique. En revanche, il est certain que Frédéric Skarbek, élève du père de Chopin, est ensuite devenu son ami et celui de Frédéric.

## Biographie

### Origines familiales
Issu en ligne paternelle d'une famille noble de Cujavie, il est le fils du comte Kacper Skarbek (1763-1823) et de Ludwika née Fenger (1765-1827), d'une famille de marchands de cette ville[Laquelle ?]. Il a peu connu son père, celui-ci ayant été obligé de s'exiler pour des raisons de dettes impayées. Il a une sœur, Anne (1793-1873), et deux frères, Michel (1796-1834) et Casimir (1800-1805).
Vers 1800, Ludwika Skarbek, désormais séparée de son époux, abandonne les propriétés de la famille Skarbek en Cujavie pour s'installer dans le domaine de Żelazowa Wola, en Mazovie, à 45 km à l'ouest de Varsovie.

### Études
En 1802, Ludwika Skarbek engage comme précepteur un jeune homme immigré de France depuis 1788, Nicolas Chopin (1771-1844), jusque-là au service de la famille Łączyński, celle de la future Marie Walewska. Frédéric Skarbek est son élève pendant trois ans. Il lui rend d'ailleurs un hommage appuyé dans ses Mémoires. En 1805, il entre au lycée de Varsovie, créé par les autorités prussiennes en 1804. Il passe son baccalauréat en 1808, dans ce qui est devenu le Duché de Varsovie, créé sous la protection de Napoléon.
Après quelques mois d'attente, il part avec un groupe de jeune Polonais du Duché pour faire des études à Paris. Il y effectue un cursus personnel, fondé sur des cours du Collège de France (droit, économie, science politique, philosophie) et sur des cours particuliers avec notamment de Camille Saint-Aubin. C'est durant son séjour à Paris qu'a lieu le baptême de Frédéric Chopin à Brochow, paroisse dont relève Żelazowa Wola. Selon l'acte de baptême, le parrain est Franciszek Grembecki et la marraine Anna Skarbek. Il est vrai que le compositeur tient de Fryderyk Skarbek son premier prénom, totalement inusité chez les Chopin, mais d'une part, l'acte de baptême de Chopin indique un autre parrain, sans référence à une procuration, d'autre part, les Mémoires de Skarbek ne parlent absolument pas de l'événement, alors qu'elles évoquent expressément la personnalité de Nicolas Chopin, père de Frédéric

### Débuts professionnels
Il rentre à Varsovie en juillet 1811. Il travaille un moment comme stagiaire dans l’administration du duché de Varsovie, puis, lorsque le pays est occupé par les troupes russes, à la suite de la retraite de Russie, il se retire à la campagne. Après la mise en place du royaume de Pologne, il participe à la vie politique locale à la diétine de Sochaczew, chef-lieu du district ; il est élu conseiller de voïvodie en 1818. En même temps, il mène à bien une thèse à l’université de Cracovie et obtient un doctorat le 7 mai 1819.
En 1818, il rachète le domaine de Zelazowa Wola, épouse Prakseda Gzowska et, à la fin de l'année, commence à donner des cours à la Faculté de droit de l’Université de Varsovie.

### L'université de Varsovie
Au début des années 1820, il devient professeur d'université à part entière, et un peu plus tard est aussi chargé de donner des cours à l’École forestière. Il devient membre de la Société des Amis de la science et suit les activités de Stanislaw Staszic (1755-1826), dont il prononce l’oraison funèbre. Sous l’influence de Staszic, il tourne son attention vers les problèmes des hôpitaux et des prisons.
En 1828, il effectue un voyage à Paris, en relation avec la publication de son livre Théorie de la richesse sociale, publié en français. À son retour, il est nommé à la direction des hôpitaux et des prisons.

### Le haut fonctionnaire au service deNicolas I
En octobre 1830, à la demande du tsar, il part à Saint-Pétersbourg pour une mission d’observation du système de santé ; la Pologne entrant en insurrection en novembre, il se trouve bloqué en Russie, résidant dans la capitale jusqu’au printemps, puis à Grodno ; il rentre à Varsovie après sa reconquête par l'armée russe en septembre 1831.
Après cela, alors que le royaume de Pologne se trouve sous la férule d’Ivan Paskevitch (vice-roi de 1831 à 1855), il assure des fonctions dans les mêmes domaines que précédemment ; en 1841, il devient membre de la Commission des affaires intérieures ; il est un moment directeur du Département de l'Industrie et du Commerce, président de la Direction des Assurances de 1842 à 1855. En 1854, il est nommé président de la Commission gouvernementale pour la justice (c’est-à-dire ministre de la Justice) et sénateur. Il quitte ses fonctions officielles en 1858, à la suite d'un différend avec les autorités russes.
Dans les années qui suivent, il écrit plusieurs ouvrages importants : Histoire du Duché de Varsovie, Histoire de Pologne, et ses Mémoires (les deux derniers n'ont été publiés qu'après sa mort). Par ailleurs, il est l’auteur de plusieurs romans et d’autres œuvres littéraires.
Il meurt de septicémie en 1866.

## Postérité
Frédéric Skarbek est assez connu dans la France du XIXe siècle pour avoir un article dans le Grand Larousse du XIXe siècle, et il a encore une entrée dans le Larousse en 2 volumes de 1938. En revanche, il n'est plus répertorié dans les encyclopédies après la Seconde Guerre mondiale et n'est alors plus mentionné qu'en relation avec la biographie de Chopin.
Né peu avant la disparition de la république des Deux Nations (1795), il vit successivement dans la partie du pays soumise à la Prusse, qui annexe la région de Torun en 1792 (second partage de la Pologne), celle de Varsovie en 1795 (troisième partage); dans le duché de Varsovie à partir de 1807 ; dans le Royaume de Pologne, sous tutelle russe, à partir de 1815. En 1830-1831, il ne participe pas à l'insurrection contre la domination russe et poursuit ensuite sa carrière, alors que des milliers de ses compatriotes sont contraints à l'exil. Malgré cela, les écrits polonais actuels ne lui font pas de reproches à ce sujet.
En ce qui concerne ses relations avec Chopin, il est parfois avancé que Frédéric Skarbek est son parrain, mais ce point est problématique. En revanche, il est certain que Frédéric Skarbek, élève du père de Chopin, est ensuite devenu son ami et celui de Frédéric.

## Œuvres

### Ouvrages théoriques
- Frédéric Skarbek, Théorie des richesses sociales, suivie d'une bibliographie de l'économie politique, Paris, Sautelet et Cie, 1829, ouvrage disponible sur Google Books (tome 1, tome 2)

### Romans
- Fryderyk Skarbek, Tarło, 1827 [traduit en français : Tarlo, roman polonais de M. le comte Frédéric de Skarbek ; traduit par M. Charles Forster, de Varsovie, et publié par Mme Mélanie Waldor, Paris, Moutardier, 1834 (disponible sur Gallica), réédité en 2013 par Hachette-BnF sous le titre Tarlo, roman polonais]

### Souvenirs
- Fryderyk Skarbek, Pamiȩtniki Fryderyka Hrabiego Skarbka, Poznań, 1878 [Mémoires du comte Frédéric Skarbek]